# Hampus Georg Mörner
Hampus Georg Mörner af Morlanda, född 19 mars 1924 i London, död 14 februari 1963 i New York, var en svensk greve och fotograf, son till Hans Georg Mörner. 
Efter läroverksstudier vid Lundsbergs skola och motsvarande studentexamen vid the Browning school i New York arbetade Mörner i faderns bolag Watertight Slidefastner Corp 1941–1952 och därefter som reklamfotograf intill sin död.
Mörner arbetade med Irving Penn och hade utställningar med honom i New York.